# Fritz Hellmann
Fritz Hellmann (* 3. April 1908 in Frankfurt am Main; † 6. Februar 1945 in Italien) war ein deutscher klassischer Philologe.

## Leben
Fritz Hellmann, der Sohn des Amtsbaurates Paul Hellmann, besuchte von 1915 bis 1918 die Vorschule und von 1918 bis 1927 das humanistische Lessing-Gymnasium in Frankfurt am Main. Nach der Reifeprüfung studierte er Klassische Philologie, Alte Geschichte und Archäologie an der Universität Frankfurt am Main, wo er unter anderem Vorlesungen bei Karl Reinhardt und Matthias Gelzer besuchte. Das dritte Semester verbrachte Hellmann an der Universität Wien. Hier besuchte er Vorlesungen und Übungen bei Hans von Arnim und Ludwig Radermacher. Zum sechsten Semester wechselte Hellmann an die Universität Berlin, wo er sich eng an Werner Jaeger anschloss. Er besuchte außerdem Lehrveranstaltungen bei Paul Maas, Eduard Norden, Karl Deichgräber, Wilhelm Weber, Friedrich Solmsen und Ludwig Deubner.
Am 6. Juli 1933 wurde Hellmann mit der Dissertation Herodots Kroisos-Logos promoviert. In der Vita seiner Dissertation dankt er besonders seinem Mentor und Doktorvater Werner Jaeger (Korreferent war Ludwig Deubner). Der erste Teil der Dissertation erschien bereits 1933 im Druck. Im folgenden Jahr erschien die Schrift in erweiterter Form als Heft 9 von Jaegers Neuen Philologischen Untersuchungen. In den folgenden Jahren arbeitete Hellmann als Dozent für Klassische Philologie an der Berliner Universität.
Zum 1. April 1933 trat Hellmann der NSDAP bei (Mitgliedsnummer 1.821.357). Er publizierte verschiedene Aufsätze in parteinahen Zeitschriften. Auch seine Habilitationsschrift Livius-Interpretationen (Berlin 1939) war ideologisch gefärbt.
1941 wurde Fritz Hellmann von der Berufungskommission der Universität Freiburg als Nachfolgekandidat für den vakanten Lehrstuhl für Klassische Philologie gehandelt, den bis 1934 Eduard Fraenkel und danach als dessen Vertreter Hans Oppermann innegehabt hatte. Hellmann stand auf der Berufungsliste an zweiter Stelle zwischen Karl Büchner und Friedrich Mehmel. Seine Platzierung wurde in einem Gutachten hauptsächlich mit seiner parteitreuen Gesinnung begründet: „Hellmann dürfte unter dem latinistischen Nachwuchs so ziemlich der einzige sein, dessen wissenschaftliche Arbeiten in dieser Weise orientiert sind.“ Der Ruf ging aber nach Entscheidung der Fakultät an Karl Büchner.
Hellmann fiel im Zweiten Weltkrieg, wenige Monate vor Kriegsende, als Leutnant am 6. Februar 1945 in Italien und ruht in der Kriegsgräberstätte Costermano.